# Пивер, Марсо
Марсо Пивер (фр. Marceau Pivert; 2 октября 1895, Монмашу, Сена и Марна — 3 июня 1958, Париж) — французский школьный учитель, журналист, профсоюзный деятель, активист левых течений в социалистическом движении.

## Ранние годы. Работа педагогом
Из семьи крестьянского происхождения. Был выпускником Высшей нормальной школы Сен-Клу. Во время Первой мировой войны был призван, пережил отправление газом и демобилизовался с инвалидностью.
Затем стал работать учителем в Монруже и продолжил образование в Педагогической школе Сен-Клу (секция естественных наук). Помимо изучения математики и физики, он также посещал лекции по философии Камиля Мелинана. В 1921 году он был назначен в коммуну Санс, где вступил в конфликт с политиком Пьером-Этьеном Фланденом.
В конце 1920-х годов преподавал в нескольких заведениях Парижа и его окрестностей. Уволен в 1939 году, по возвращении во Францию в 1946 году он был назначен в колледж Жана-Батиста Сэя в Париже, где оставался до выхода на пенсию в 1955 году.

## Профсоюзный и социалистический активист
Активный член Национального профсоюза учителей (Syndicat National des Instituteurs, SNI), стойкий сторонник светскости (laïcité) и пацифист после службы в Первой мировой войне, Пивер в 1924 году вступил в социалистическую партию Французская секция Рабочего интернационала (СФИО) во главе с Леоном Блюмом, выступавшую против присоединения к Коминтерну в 1920 году, в отличие от отколовшейся от неё Французской коммунистической партии (ФКП). Тогда он ещё работал в Йонне, где заметным социалистическим деятелем был Гюстав Эрве.
В Париже он быстро стал признанным лидером социалистической секции 15-го округа и вошёл в руководство Федерации Сены. Он присоединяется к господствующей здесь левой фракции Жана Жиромского «Социалистическая битва» (Bataille socialiste, BS) — марксистскому течению в традиции гедизма.
Хотя и Жиромский, и Пивер после беспорядков 6 февраля 1934 года остро ставили вопрос о борьбе с фашистской угрозой изнутри и извне, между ними наметились заметные разногласия: если первый поддерживал нереволюционную версию Народного фронта (с Французской коммунистической партией и радикалами) и внешний союз между Францией и Советским Союзом, то второй придерживается линии, основанной на классовой борьбе — «боевого Народного фронта», то есть низового союза социалистических и коммунистических активистов. Во время Мюлузского конгресса СФИО 1935 года Жан Жиромский добился того, чтобы его фракция проголосовала вместе с реформистским большинством партии.

## «Революционные левые» на радикальном фланге СФИО
В ответ Марсо Пивер решил организовать наиболее левых членов СФИО в новую тенденцию «Революционные левые» (Gauche Révolutionnaire). В созданное в сентябре 1935 года течение вошли бывшие активисты BS, а также других групп («Спартак», бывшие коммунисты вроде Люсьена Эрара, анархистски настроенные активисты вроде Даниэля Герена). На международном уровне «Революционные левые» были близки Лондонскому бюро, но как члены СФИО продолжали входить в состав Социалистического рабочего интернационала. Тенденция была открыта к троцкистам вроде Давида Корнера, что положило начало их тактике энтризма.
На национальном съезде (конгрессе) СФИО в феврале 1936 года «Революционные левые» получили 11 % мандатов. Марсо Пивер критиковал электоралистскую стратегию Народного фронта — по его мнению, объединение СФИО, ФКП и радикалов представляло собой «мезальянс на парламентском и избирательном уровне буржуазного радикализма и сталинизма». В противовес этому эта группа призывала к Народному фронту, основанному на социальной борьбе и низовых рабочих организациях, и к «правительству пролетарского единства» с более смелой программой, чем предлагаемая официальным Народным фронтом: сокращение рабочего времени до 40 часов, избирательные права для женщин и т. д.

## В период Народного фронта
После победы Народного фронта на выборах 1936 года и последовавших за этим стихийные забастовок, пока Блюм формировал правительство, Пивер с товарищами оказывали на него давление, чтобы тот порвал с капитализмом. Пивер написал свою знаменитую статью от 27 мая 1936 года под заголовком «Возможно всё!» (Tout est possible!), намекая на социальную революцию. Однако ему ответил коммунистический орган L’Humanité, чья редакционная статья гласила: «Нет! Всё не возможно!» (Non! Tout n’est pas possible!).
Когда Блюм действительно стал главой правительства в начале июня 1936 года, он назначил Пивера ответственным за печать, радио и кино. Разногласия усугубились месяц спустя, когда в ответ на мятеж Франко Блюм побоялся направить открытую помощь правительству братского Народного фронта в Испании, а «Революционные левые» выступили против такой двусмысленной позиции: Марсо Пивер требовал вмешательства на стороне Испанской Республики и затем участвовал в её политической поддержке через Социалистический комитет Испании.
Разочарованный политикой Блюма, Пивер в январь 1937 года разорвал свои связи с правительством и покинул пост председателя Совета, написав Блюму «Я не приму капитуляцию перед капитализмом и банками». Вскоре отношения между «Революционными левыми» и руководством Народного фронта переросли в открытый конфликт из-за дела Клиши, когда 16 марта полиция убила активиста революционных левых на антифашистской демонстрации против Французской социальной партии. 18 апреля 1937 СФИО объявила о роспуске течения «Революционные левые» и его одноимённого журнала (который затем получил название Cahiers Rouges).
Однако 25 января 1938 года Марсо Пивер был всё равно избран генеральным секретарём Федерации Сены СФИО. 12 марта 1938 года он выступил против предложения Блюма сформировать правительство национального единства; его предложение было поддержано 1700 голосами против 6600. Затем он распространил листовки «Внимание, партия в опасности». Когда 6 апреля 1938 г. правительство Блюма (в конечном итоге на 100 % социалистическое) было смещено Сенатом, Пивер призвал к демонстрации перед Люксембургским дворцом. 11 апреля 1938 года Комиссия по конфликтам запретила любое делегирование полномочий Марсо Пиверу в течение трёх лет; а на следующий день Постоянная административная комиссия распустила Федерацию Сены.

## Социалистическая партия рабочих и крестьян
В результате Марсо Пивер с соратниками решили покинуть СФИО и создать новую политическую силу — Социалистическую партию рабочих и крестьян (Рабоче-крестьянскую социалистическую партию, Parti Socialiste Ouvrier et Paysan, PSOP), зажатую в идеологическом спектре между реформистской СФИО и сталинистской ФКП. Фактически, её идеология колебалась между марксистской ортодоксией и радикальной версией реформизма. Она входила в Международное бюро революционного социалистического центра. В 1940 году партия была объявлена вне закона после оккупации Франции нацистской Германией по приказу вишистского режима Филиппа Петена..
Спасаясь от нацизма, Марсо Пивер отправился в изгнание в Мексику и вместе с Виктором Сержем и Хулианом Горкином поддерживал оттуда французское Сопротивление, в частности созданную его товарищами группу L’Insurgé в Лионе. Вернувшись во Францию после Второй мировой войны, он нашёл, что большинство его однопартийцев либо вернулись в СФИО (как и он сам), либо присоединились к ФКП.

## Возвращение в СФИО после войны

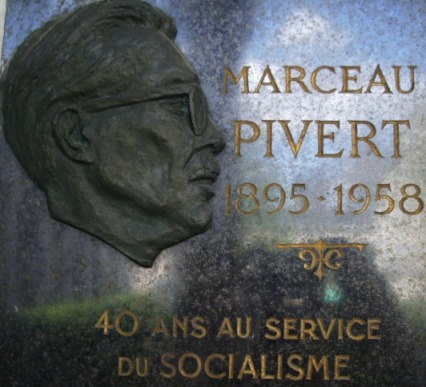
Мемориальная доска на могиле Марсо Пивера

В феврале 1947 года Марсо Пивер с Анри Френе и Клодом Бурде участвовал в создании «Движения за Соединённые Социалистические Штаты Европы» (MEUSE), инициативы левых внутрипартийных течений СФИО. В 1950 году он создал журнал Correspondance Socialiste Internationale, которым руководил до самой смерти.
Внутри СФИО он стал более умеренным, а его аудитория сократилась. Пивер регулярно избирался в руководство партии, но незадолго до своей смерти выступил за независимость Алжира и против Европейского оборонительного сообщества, что противоречило линии партийного большинства. К тому же, он принял участие в составе делегации, посетившей Советский Союз, и поэтому был лишен своей должности в партийном руководстве. По распространённому мнению, Пивер, как и большинство его последователей в СФИО, мог бы присоединиться к новой Автономной социалистической партии (предтече Объединённой социалистической партии), созданной Эдуаром Депре и Аленом Савари после его смерти.